# Valentín Paniagua
Valentín Toribio Demetrio Agustín Paniagua Corazao (Cusco, 23 de septiembre de 1936-Lima, 16 de octubre de 2006) fue un abogado, docente, constitucionalista y político peruano. Fue presidente de la República del Perú por sucesión constitucional tras la vacancia presidencial contra Alberto Fujimori, desde el 22 de noviembre del año 2000 hasta el 28 de julio del 2001, fecha en la cual entregó el mando al presidente electo, Alejandro Toledo. Además, Paniagua ejerció la presidencia del Congreso de la República del Perú tras la censura contra Martha Hildebrandt y fue elegido tres veces como parlamentario en periodos no consecutivos. Fue militante de Acción Popular y durante los gobiernos de Fernando Belaúnde Terry desempeñó los cargos de ministro de Educación y de Justicia.

## Biografía
Valentín Paniagua nació en la ciudad peruana del Cusco, el 23 de septiembre de 1936. Fue hijo de Valentín Paniagua Medina y de Hortencia Corazao Berti, quienes tuvieron cinco hijos. Su padre era de nacionalidad boliviana y su madre natural de Perú. Perdió a su madre a muy temprana edad, debido a una infección que no pudo ser curada por falta de penicilina.
Desde pequeño, Paniagua se caracterizó por ser un amante del ajedrez, juego en el que destacó. Luego cursó sus estudios primarios en el Colegio Salesiano de La Paz en Bolivia, mientras que su secundaria los realizó en el Colegio Nacional de Ciencias y Artes del Cusco y en el Colegio Salesiano del Cuzco en Perú, terminando la secundaria en este último.
Al culminar sus estudios escolares, Paniagua ingresa a la Universidad Nacional San Antonio Abad del Cusco y estudió la carrera de Derecho, logrando graduarse como abogado. Durante su años como estudiante de la UNSAAC, Paniagua fue líder del Frente Universitario. También estudió en la Universidad Nacional Mayor de San Marcos, donde posteriormente fue catedrático en la Facultad de Derecho Constitucional.
Valentín Paniagua también ejerció la docencia en diversos centros universitarios, siendo en la Universidad Nacional Mayor de San Marcos, Universidad de Lima, Universidad de San Martín de Porres y en la Universidad Femenina del Sagrado Corazón, todas ellas
de la ciudad de Lima. Fue nombrado asimismo profesor honorario por la Universidad Nacional San Antonio Abad del Cusco y académico honorario de la Academia Nacional de la Salud.
Valentín Paniagua también ha ejercido los cargos de vicepresidente de la comisión de la reforma constitucional del Colegio de Abogados de Lima, expositor en foros y seminarios la reforma constitucional en diversas universidades del país, integrante de la Mesa de Diálogo, auspiciado por la Organización de Estados Americanos en el caso del Tribunal Constitucional y en la Comisión de Reformas Electorales, presidente Honorario de la Federación Peruana de Ajedrez y miembro del Centro Carter para supervisar las elecciones presidenciales de Nicaragua.

## Trayectoria política

### Diputado por Cusco
En la política, Valentín Paniagua incursiona su carrera militando en el Partido Demócrata Cristiano de Héctor Cornejo Chávez. Luego en las elecciones generales del año 1963, Paniagua obtiene su primer cargo político al ser elegido como diputado cuzqueño por la coalición entre el PDC y Acción Popular, este último partido político del arquitecto Fernando Belaúnde Terry, quien fue elegido ese mismo año como presidente de la República del Perú para el periodo 1963-1968. Paniagua se convertía a los 26 años en el más joven diputado del Perú.

### Ministro de Justicia
El 16 de septiembre de 1965, Valentín Paniagua fue nombrado por el presidente Fernando Belaúnde Terry como su nuevo ministro de Justicia y Culto, en el juramentado gabinete ministerial encabezado por Daniel Becerra de la Flor.
Paniagua se convirtió en el ministro más joven de la época; pero tras 4 meses de ejercer el cargo, fue censurado por la Cámara de Senadores del Congreso de la República el 21 de enero de 1966, que se opuso a la reforma del Código de Procedimientos Penales planteada por Paniagua. Ante esto, el presidente Belaúnde terminó por aceptar la censura de Paniagua y posteriormente tomó juramento en su reemplazo a Roberto Ramírez del Villar, diputado arequipeño y entonces correligionario del PDC.

### Opositor al gobierno militar
El 3 de octubre de 1968, a pocos meses de culminar su periodo legislativo, su cargo fue interrumpido tras el golpe de Estado realizado por el general Juan Velasco Alvarado. Luego durante el Gobierno Revolucionario de las Fuerzas Armadas, Paniagua mostró su oposición al régimen militar de Velasco como de su sucesor, el general de división EP Francisco Morales Bermúdez.
Durante los años del gobierno militar, Valentín Paniagua decidió alejarse de la política, renunciando al Partido Demócrata Cristiano tras sus discrepancias con la facción del Partido Popular Cristiano, y comenzó a dedicarse a la docencia universitaria.

### Incorporación a Acción Popular
A inicios del año 1980, Paniagua decide incorporarse al partido político Acción Popular y vuelve a la actividad política como candidato a la Cámara de Diputados, esta vez como representante de Lima Metropolitana. Paniagua logró tener éxito en los comicios parlamentarios y es juramentado para el periodo 1980-1985, donde también es juramentado Fernando Belaúnde Terry tras haber sido elegido por segunda vez como presidente de la república.
El 27 de julio de 1982, Paniagua es elegido con 91 votos como nuevo presidente de la Cámara de Diputados, siendo juramentado por el presidente saliente y correligionario, Luis Pércovich Roca, para el periodo legislativo 1982-1983.

### Ministro de Educación
El 10 de abril de 1984, el presidente Belaúnde tomó juramento a Paniagua como nuevo Ministro de Educación, reemplazando en el cargo al periodista Patricio Ricketts.
Durante su gestión como ministro, tuvo como objetivo hacer frente a una serie de huelgas organizadas por el Sindicato Único de Trabajadores de la Educación del Perú (SUTEP). Posteriormente, Paniagua decide renunciar al cargo en octubre de ese mismo año, con el propósito de reintegrarse a sus actividades parlamentarias.
Al culminar su gestión, Paniagua intentó ser reelegido como diputado en las elecciones del año 1985, sin embargo, no tuvo éxito tras solo obtener 4,367 votos de preferencia. Ante esto, Paniagua nuevamente decidió volver a dedicarse a la docencia.
En 1990, su partido apoyó al escritor Mario Vargas Llosa, formando parte del Frente Democrático. Para las elecciones de ese mismo año, Paniagua postuló al Senado por dicha alianza, sin embargo, pese a que la alianza tuvo representación en el Senado, Paniagua no resultó elegido tras obtener una votación baja de 7,240 votos.

### Opositor al régimen de Fujimori (1992-2000)
Tras el anuncio de autogolpe de estado decretado por el presidente Alberto Fujimori el 5 de abril de 1992, Paniagua fue uno de los políticos que se opuso fuertemente al régimen fujimorista tras violar el orden constitucional. Durante el gobierno fujimorista hasta el final, Paniagua siempre fue uno de los grandes opositores debido a que Fujimori cambió la Constitución de 1979 por la Constitución de 1993.
En el año 1997, Paniagua asumió la defensa de los magistrados del Tribunal Constitucional del Perú ante su ilegal destitución realizada por los congresistas del fujimorismo tras no apoyar la segunda reelección presidencial de Alberto Fujimori. Paniagua se caracterizó por su férrea defensa del orden democrático y por su argumentación en contra de la ilegal medida tomada por el Congreso, la cual no tuvo éxito tras el apoyo de la mayoría oficialista de la destitución. Al año siguiente fue elegido como secretario general nacional de Acción Popular.

### Retorno al Congreso
En las elecciones generales del año 2000, Paniagua volvió a participar en la política tras aceptar ser candidato a primer vicepresidente, junto con Pedro Morales, en la plancha presidencial de Víctor Andrés García Belaúnde por Acción Popular, la cual obtuvo solamente 46,523 votos. Paniagua también postuló al Congreso de la República, encabezando la lista de candidatos de Acción Popular, y logró salir elegido como congresista, con una votación baja de 14,335 votos, y fue juramentado para el periodo parlamentario 2000-2005.
Como opositor al fujimorismo, protestó ante el vergonzoso pase de los congresistas tránsfugas y apoyó la candidatura de Luis Solari a la presidencia del Congreso, la cual fue vencida tras el triunfo de la fujimorista Martha Hildebrandt. Su partido Acción Popular formó alianza con los tres congresistas electos de Unión por el Perú: Daniel Estrada, Henry Pease y Gloria Helfer.
El 28 de julio del 2000, Paniagua junto con los demás congresistas de la oposición se retiraron del Congreso de la República, durante la tercera toma de mando de Alberto Fujimori, y participó en la Marcha de los Cuatro Suyos encabezada por Alejandro Toledo, líder del partido Perú Posible y excandidato presidencial opositor a Fujimori.
En su gestión como congresista, Paniagua colaboró con los congresistas de oposición en diversas investigaciones contra Vladimiro Montesinos, asesor presidencial de Alberto Fujimori acusado de corrupción.
En septiembre del año 2000, los congresistas del Frente Independiente Moralizador presentaron en el Gran Hotel Bolívar la difusión nacional del primer Vladivideo, en el cual se observa al congresista Alberto Kouri recibiendo dinero de Vladimiro Montesinos para que dejara a la oposición y se pasara a las filas del fujimorismo. Dicha difusión fue protestada en el Congreso de la República, en donde Panigua juntos con los demás congresistas opositores protestaron ante la Mesa Directiva presidida por Martha Hildebrandt y anunciaron la creación de una Comisión parlamentaria encargada de investigar los delitos de Montesinos, sin embargo, Hildebrandt intentó desviar el tema y generó que los congresistas opositores presentaran luego una moción de censura en su contra, la cual el 13 de noviembre fue aprobada con 61 votos a favor, 47 en contra y 5 abstenciones.
El 16 de noviembre del 2000, la presidenta interina Luz Salgado dio inicio a la elección para la presidencia del parlamento. Los congresistas de la oposición presentaron a Paniagua como su candidato, mientras que el fujimorismo presentó al congresista Ricardo Marcenaro. Finalmente, Valentín Paniagua fue elegido como nuevo presidente del Congreso de la República con 64 votos a favor, lo cual fue celebrado a nivel nacional por los miembros de la oposición quienes estaban a la espera del retorno del estado democrático en el Perú.

“A todos quisiera decirles que es posible un tiempo nuevo. Y que detrás de las pasiones que ahora agitan a vastos sectores del país, hay un reclamo perentorio de justicia, verdad y unión para hacer del Perú un hogar cálido en el que todos los peruanos podamos vivir con dignidad”.
Valentín Paniagua
Presidente del Congreso de la República
Discurso durante su elección como presidente del Congreso el 16 de noviembre del 2000.

Como titular del Poder Legislativo, Paniagua se caracterizó por su consenso con los congresistas oficialistas y de la oposición. Asimismo, tuvo como labor presidir los debates en torno a las renuncias de los vicepresidentes Francisco Tudela y Ricardo Márquez Flores, las cuales fueron luego aprobadas. Posteriormente el 19 de noviembre del mismo año, Alberto Fujimori envió un fax desde Japón anunciando su renuncia a la presidencia de la república, sin embargo, el Congreso de la República rechazó la renuncia de Fujimori y terminó por presentar el día 22 una moción de vacancia presidencial en su contra por incapacidad moral, la cual fue finalmente aprobada con 62 votos a favor, 9 en contra y 9 abstenciones y dio por terminado el régimen fujimorista e inicio a un gobierno de transición encabezado por Paniagua al ser el tercero en la sucesión constitucional de la presidencia de la república.

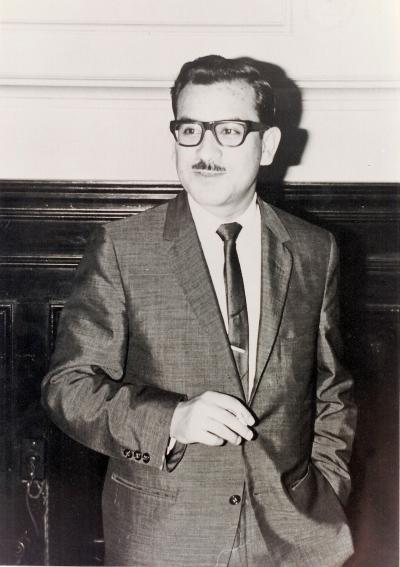
Valentín Paniagua durante su etapa como diputado por Cusco (1963-1968).

## Presidente de la República
El 22 de noviembre del 2000, la Mesa Directiva encabezada por Luz Salgado convocó a una sesión extraordinaria y designó una comisión especial conformada por los congresistas Fernando Olivera, Elvira de la Puente, Gloria Helfer, Anel Townsend y Milagros Huamán Lu para que recibieran a Valentín Paniagua para ser juramentado como presidente de la república. En la ceremonia asistieron diversas personalidades, entre ellas el excandidato presidencial Alejandro Toledo, el alcalde de Lima Alberto Andrade, los expresidentes Fernando Belaúnde Terry y Francisco Morales Bermúdez, el líder del Partido Popular Cristiano Luis Bedoya Reyes, el defensor del pueblo Jorge Santistevan de Noriega, entre otros.
Finalmente, Valentín Paniagua ingresó al Congreso de la República y fue juramentado como nuevo presidente de la república, quien decidió que su mandato sea hasta el 28 de julio del año siguiente y fue ovacionados por los asistentes del hemiciclo parlamentario con el lema «La dictadura ya cayó».
Luego de asumir la presidencia, Paniagua dio su primer mensaje a la nación en donde llamó a la calma a la población e indicó las nuevas medidas de su gobierno acerca de la reestructuración del régimen democrático. Asimismo, Paniagua anunció que la presidencia del Consejo de Ministros iba a ser ocupada por el diplomático Javier Pérez de Cuéllar, ex-secretario de la Organización de las Naciones Unidas y líder del partido Unión por el Perú. Tras culminar su discurso, Paniagua fue felicitado por su líder, Fernando Belaúnde Terry, y posteriormente se dirigió a uno de los balcones del Palacio de Gobierno en donde fue aplaudido por los manifestantes opositores al régimen fujimorista.
El 25 de noviembre, Valentín Paniagua tomó juramento a Javier Pérez de Cuéllar como su nuevo presidente del Consejo de Ministros y asimismo como su ministro de Relaciones Exteriores. Luego se tomó juramento a los demás miembros del gabinete ministerial: Walter Ledesma (Defensa), Javier Silva Ruete (Economía), Diego García-Sayán (Justicia), Ketín Vidal (Interior), Eduardo Pretell Zárate (Salud), Marcial Rubio Correa (Educación), Juan Incháustegui (Presidencia), Emilio Navarro Castañeda (Industria), Carlos Amat y León (Agricultura), Ludwig Meier Cornejo (Pesquería), Carlos Herrera Descalzi (Energía y Minas), Jaime Zavala Costa (Trabajo), Luis Ortega Navarrete (Transportes y Comunicaciones) y Susana Villarán (Promoción de la Mujer).
El principal objetivo de su mandato fue convocar a elecciones generales para el año 2001, elecciones que no fueron observados por ningún organismo civil ni político y que arrojaron como ganador a Alejandro Toledo de Perú Posible. También se destaca el nuevo juicio que inició a los cabecillas terroristas en el fuero civil, tal como lo ordenaba la sentencia que sobre el tema emitió la Corte Interamericana de Derechos Humanos, así como también, impulsó la creación de la Comisión de la Verdad y Reconciliación, con el fin de dilucidar los 20 años de terrorismo que precedieron en el país y de las violaciones contra los derechos humanos cometidas por los anteriores gobiernos.
Otras medidas que dio el gobierno de Paniagua fue el indulto a favor de personas que habían sido condenadas sin pruebas de tener vínculos con el terrorismo, entre ellas al exdiputado Yehude Simon. Asimismo restituyó a los magistrados del Tribunal Constitucional que habían sido destituidos por el fujimorismo en el año 1997 y reorganizó junto con el ministro Walter Ledesma la cúpula de las Fuerzas Armadas del Perú que antes eran manipuladas por Vladimiro Montesinos. También impulsó a que las autoridades nacionales investigaran a los miembros del anterior régimen por los delitos de corrupción, sobre todo a los que habían sido filmados con Montesinos en el Servicio de Inteligencia Nacional del Perú (SIN).
El día 24 de junio del 2001, Vladimiro Montesinos fue capturado en Venezuela tras permanecer prófugo de la justicia peruana por sus denuncias de corrupción durante el gobierno de Alberto Fujimori. Ante esto, el gobierno de Paniagua inició las medidas correspondientes para su pronto traslado al Perú, la cual se logró bajo el mando de Ketín Vidal, ministro del Interior, y posteriormente fue trasladado a la Base Naval del Callao para luego ser trasladado al Centro Penitenciario “Miguel Castro Castro”, donde compartió celda con Abimael Guzmán, líder del grupo terrorista Sendero Luminoso.

### Campaña de difamación
El 28 de enero del año 2001, el programa periodístico Tiempo Nuevo, conducido por el periodista Nicolás Lúcar desde la señal de América Televisión, presentó un reportaje periodístico en donde se entrevistó a un extrabajador del Servicio de Inteligencia Nacional, quien luego sería identificado como Ronald Pereda Díaz, y éste acusó a Paniagua de tener vínculos con Alberto Venero, uno de los principales testaferros de Vladimiro Montesinos. Ante la denuncia, Paniagua se comunicó vía telefónica con el programa periodístico y manifestó su rechazo al reportaje periodístico, en el cual rechazó también sus supuestos vínculos con Venero y acusó a Lúcar de estar detrás de un complot contra el gobierno de transición. Seguidamente, Lúcar fue recriminado por el ministro Ketín Vidal, el alcalde Alberto Andrade y el presidente del Congreso Carlos Ferrero Costa. Asimismo, un grupo de manifestantes se acercaron a las afueras del local de América Televisión para expresar su apoyo a Paniagua y protestar su rechazo a Lúcar, lo cual al día siguiente originó su salida del canal aceptada por José Enrique Crousillat, presidente del directorio de América, y luego viajó a Costa Rica para estar asilado.
El mismo día de la denuncia periodísitca, Paniagua dio un mensaje televisivo en donde denunció el complot hecho por Lúcar y nuevamente garantizó el proceso de las elecciones generales para el año 2001. Posteriormente se descubriría que el testigo presentado por Lúcar, identificado como Ronald Pereda Díaz, era en realidad un empleado de la familia Crousillat, quienes tenían vínculos familiares con Lúcar y estaban investigados por sus reuniones con Montesinos en el Servicio de Inteligencia Nacional. Además, se descubrió también que el testigo contaba con denuncias penales en su contra.

### Final de gobierno
Luego de culminar sus 273 días de gobierno, Valentín Paniagua acudió al Congreso de la República para dar su último mensaje a la nación, en donde destacó las medidas hechas por su gobierno para la realización de un transición democrática y trasparente. Seguidamente, Paniagua entregó la banda presidencial al presidente del Congreso, Carlos Ferrero Costa, para luego cederla al nuevo presidente electo, Alejandro Toledo, quien agradeció a Paniagua durante su mensaje presidencial y destacó el proceso de transición, la cual fue aplaudida por la representación nacional.
Tras dejar la presidencia de la república, Paniagua asumió luego la presidencia de Acción Popular, poco antes de la muerte de su entrañable líder Fernando Belaúnde Terry, ejerciendo el cargo hasta el año 2004.

## Candidatura presidencial en 2006
En el año 2005, Valentín Paniagua anunció públicamente sus intenciones de participar en las elecciones generales para el domingo 4 de junio del año 2006 y promovió la creación del Frente de Centro, una coalición política liderada por Acción Popular en la cual posteriormente fue respaldada por los partidos políticos Somos Perú de Alberto Andrade, la Coordinadora Nacional de Independientes del empresario Drago Kisic y el Partido Humanista Peruano de Yehude Simon, quien ejercía en ese entonces como presidente de la región Lambayeque.
El día 20 de octubre del mismo año, se hizo oficial la alianza política y se presentó el plan de gobierno realizado por cada miembro de cada partido: Juan Incháustegui de Acción Popular, Jorge Ruíz de Somocurcio de Somos Perú, Élmer Cuba de la Coordinadora Nacional de Independientes y Óscar Ugarte del Partido Humanista. Ese mismo día, se confirmó la fórmula presidencial que estaría encabezada por Valentín Paniagua como candidato presidencial, mientras que Alberto Andrade y el empresario Gonzalo Aguirre Arriz irían como candidatos a las vicepresidencias. Sin embargo días después, la alianza sufrió una crisis tras la renuncia de Yehude Simon por discrepancias con Alberto Andrade, hecho que logró ser superado.
Durante su campaña presidencial, visitó muchos pueblos del país e introdujo su graciosa caricatura "Chaparrón" a solicitud del grupo "Jóvenes con Valentín". Asimismo, expuso su plan de gobierno en la cual destacaba la realización de un gobierno de ancha base, la descentralización en los temas de educación y salud, lucha contra la corrupción e impulsar el desarrollo humano brindando acceso a servicios básicos a la población de extrema pobreza. También se dio la posibilidad de realizar un gobierno con la comunidad gay, propuesta que fue planteada por Víctor Andrés García Belaúnde en donde anunció como posible ministro al economista Óscar Ugarteche, líder del Movimiento Homosexual de Lima.
Finalmente el 7 de abril del 2006, Valentín Paniagua cerró su campaña presidencial y esperó a los resultados electorales. El día 4 de junio, la Oficina Nacional de Procesos Electorales (ONPE) anunció una segunda vuelta electoral entre los candidatos Alan García del Partido Aprista Peruano y Ollanta Humala de Unión por el Perú, mientras que Paniagua  logró quedar en el quinto puesto con el 5.75 % de los votos válidos en las elecciones, siendo superado por la candidata fujimorista Martha Chávez y Lourdes Flores de Unidad Nacional.
Su alianza el Frente de Centro, pese a conseguir un tercio de los votos obtenidos por la lista ganadora, logró obtener 5 puestos en el Congreso de la República. Los congresistas electos fueron Alberto Andrade, Víctor Andrés García Belaúnde y Rosario Sasieta por Lima, Mario Peña Angulo por Loreto y Yonhy Lescano por Puno. Posteriormente decidieron formar alianza con los congresistas electos de Perú Posible y Restauración Nacional.
Tras la elección de Alan García como presidente de la república en dichas elecciones, Paniagua fue uno de los primeros líderes políticos en reunirse con él y buscar la concertación. Estuvo presente en la trasmisión de mando del 28 de julio de 2006.
Participó, en su calidad de expresidente, en una de las sesiones del Acuerdo Nacional junto a Francisco Morales Bermúdez y Alejandro Toledo, como importantes y sabias voces incorporadas a este acuerdo.
En el año 2001, la Universidad Nacional Mayor de San Marcos, le otorgó el grado de Doctor Honoris Causa.

## Fallecimiento
El 21 de agosto del 2006, Valentín Paniagua fue ingresado de urgencia en la Clínica San Felipe de la ciudad de Lima por un aparente cuadro de pericarditis. Luego el 24 de agosto del mismo año, durante el discurso de presentación del gabinete ministerial encabezado por Jorge del Castillo, el congresista Víctor Andrés García Belaúnde, presidente y miembro de Acción Popular, interrumpió la sesión para anunciar -erróneamente- su deceso al Congreso de la República, solicitándose 1 minuto de silencio en su memoria y que se postergue la sesión. Inmediatamente, la noticia dio la vuelta al mundo. Luego se desmentiría dicha noticia por parte de los familiares del expresidente, su médico de cabecera Luis Solari y, en el pleno, lo haría el mismo García Belaúnde en una bochornosa confusión. Desde entonces se mantuvo en reserva toda noticia acerca de su salud.
Finalmente, Valentín Paniagua falleció el lunes 16 de octubre del 2006 a los 70 años a las 5:00 a. m., debido a una complicación infecciosa pulmonar tras permanecer internado varias semanas en una clínica local.
En honor a su vida, se decretó duelo nacional los días 16 y 17 de octubre; y el 17, feriado no laborable a partir del mediodía. Todas las banderas peruanas del territorio nacional se debieron izar a media asta y se le rindió Honores de Estado, al igual que su maestro Fernando Belaúnde Terry.

## Condecoraciones
- Gran Cruz de la Orden del Sol, Perú.
- Gran Collar de la Orden del Cóndor de los Andes, Bolivia.
- Gran Collar de la Orden de Boyacá, Colombia.
- Gran Cruz de la Orden de Mayo al Mérito, Argentina.
- Gran Cruz de la Orden al Mérito, Chile.
- Gran Cruz Medalla de Honor del Congreso de la República.
- Gran Cruz Especial de la Orden Cruz Peruana al Mérito Naval.
- Gran Cruz Especial de la Orden Gran Almirante Grau.
- Gran Cruz de la Orden Militar Francisco Bolognesi.
- Gran Cruz Especial de la Orden Capitán Quiñones.